# 艾哈迈德·萨阿达特

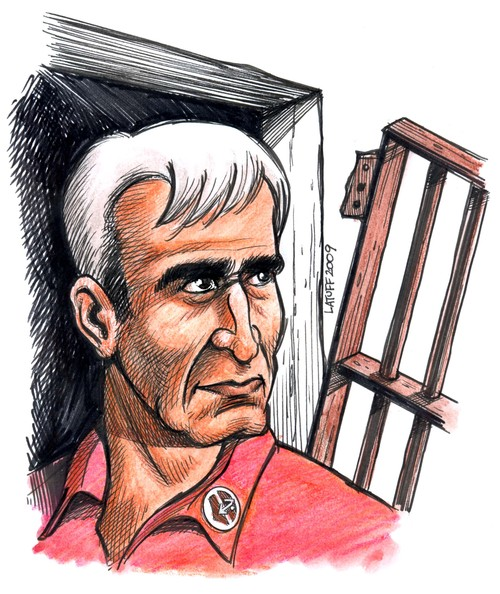
卡洛斯·拉特福于2009年绘制的艾哈迈德·萨阿达特画像

艾哈迈德·萨阿达特（羅馬化：Ahmad Sa'adat；1953年—），又名阿布·加桑，是巴勒斯坦的一位政治人物，现任解放巴勒斯坦人民阵线总书记。他出生于约旦河西岸比雷赫。1975年，他毕业于位于拉姆安拉的聯合國近東巴勒斯坦難民救濟和工程處教师学院，专业为数学。2001年10月，萨阿达特被解放巴勒斯坦人民阵线中央委员会选为总书记，接替在第二次巴勒斯坦大起义中被以色列暗杀的阿布·阿里·穆斯塔法。
萨阿达特曾8次被以色列关押，总计服刑10年。2001年，以色列指控他组织了对以色列旅游部长雷哈瓦姆·澤維的暗杀行动，随后他在巴勒斯坦解放組織领导人亚西尔·阿拉法特的总部穆卡塔避难。以色列在阿拉法特拒绝将他交给以色列后对总部进行了围攻。根据与以色列达成的协议，萨阿达特由巴勒斯坦民族权力机构审判，并于2002年被关押在杰里科监狱。在2006年1月的巴勒斯坦立法选举中，萨阿达特当选为巴勒斯坦立法委员会委员。2006年3月14日，哈马斯政府宣布打算释放萨阿达特。美国和英国监控杰里科监狱的团队离开，理由是安全状况不佳。同日，以色列军队发起“带货回家行动”，将萨阿达特和其他5名安全囚犯拘留。2008年12月，以色列军事法庭判处他30年监禁。他在以色列监狱中被单独关押，并因频繁绝食抗议以色列政策而导致健康状况恶化。2012年以来，萨阿达特不再被单独关押。